# Hauganes
Hauganes – miejscowość w północnej części Islandii, na zachodnim wybrzeżu fiordu Eyjafjörður, zwanym Árskógsströnd. Wchodzi w skład gminy Dalvíkurbyggð, w regionie Norðurland eystra. Położona około 12 km na wschód od Dalvík, siedziby gminy oraz około 30 km na północ od Akureyri, głównego miasta regionu. Około 3 km na zachód znajduje się miejscowość Litli-Árskógssandur. Hauganes leży w pobliżu drogi 82 łączącej Dalvík z drogą krajową nr 1 w okolicach Akureyri. W 2018 roku zamieszkiwało ją 111 osób.
Nazwa wsi pochodzi ze słowa haugr, które w języku staronordyjskim oznacza wzgórze, kopiec lub kurhan.
Ważną gałęzią gospodarki Hauganes jest rybołówstwo i przetwórstwo ryb. Są tutaj też doskonałe warunki do hodowli słuchotek. Rozwija się tutaj także turystyka - stąd wyruszają wycieczki morskie, żeby obserwować walenie. Pobliska wyspa Hrísey jest dobrymi punktami do obserwacji ptaków.